# 延岡インターチェンジ
延岡インターチェンジ（のべおかインターチェンジ）は、宮崎県延岡市天下町にある延岡道路（東九州自動車道に並行する一般国道10号の自動車専用道路）および北方延岡道路（九州中央自動車道に並行する一般国道218号の自動車専用道路）のインターチェンジである。延岡JCTと延岡BSを併設している。

## 歴史
- 2005年（平成17年）4月23日：延岡道路・延岡IC/JCT - 延岡南IC間開通に伴い、供用開始[1]。
- 2006年（平成18年）2月18日：北方延岡道路・舞野仮出入口（現・舞野IC）- 延岡IC/JCT間開通[2]。
- 2012年（平成24年）12月15日：東九州自動車道・須美江IC - 延岡IC/JCT間開通[3]。
- 2015年（平成27年）4月1日：高速バス「パシフィックライナー」の運行開始に伴い、延岡BSを開設。

## 周辺

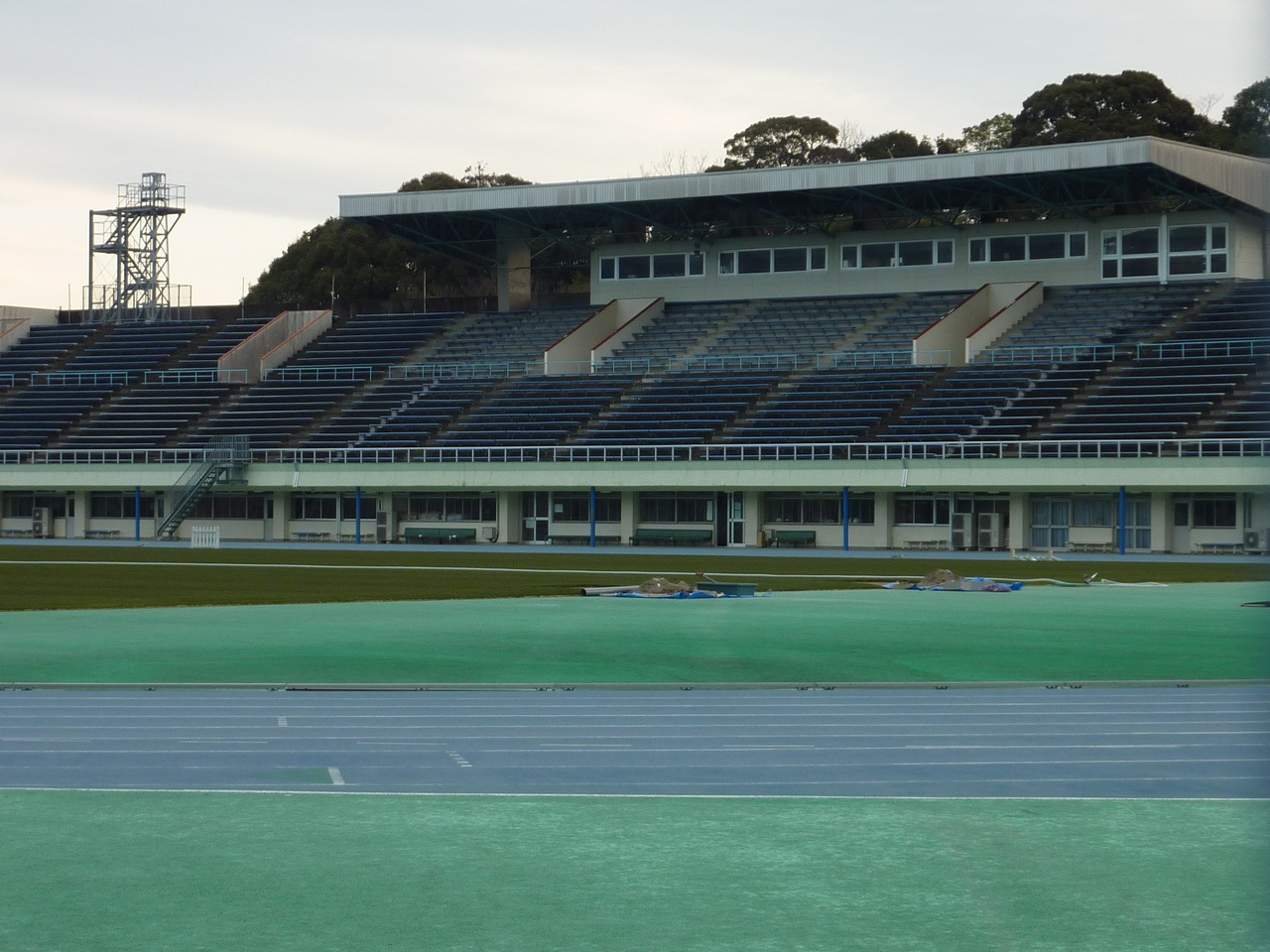
西階総合運動公園（陸上競技場）

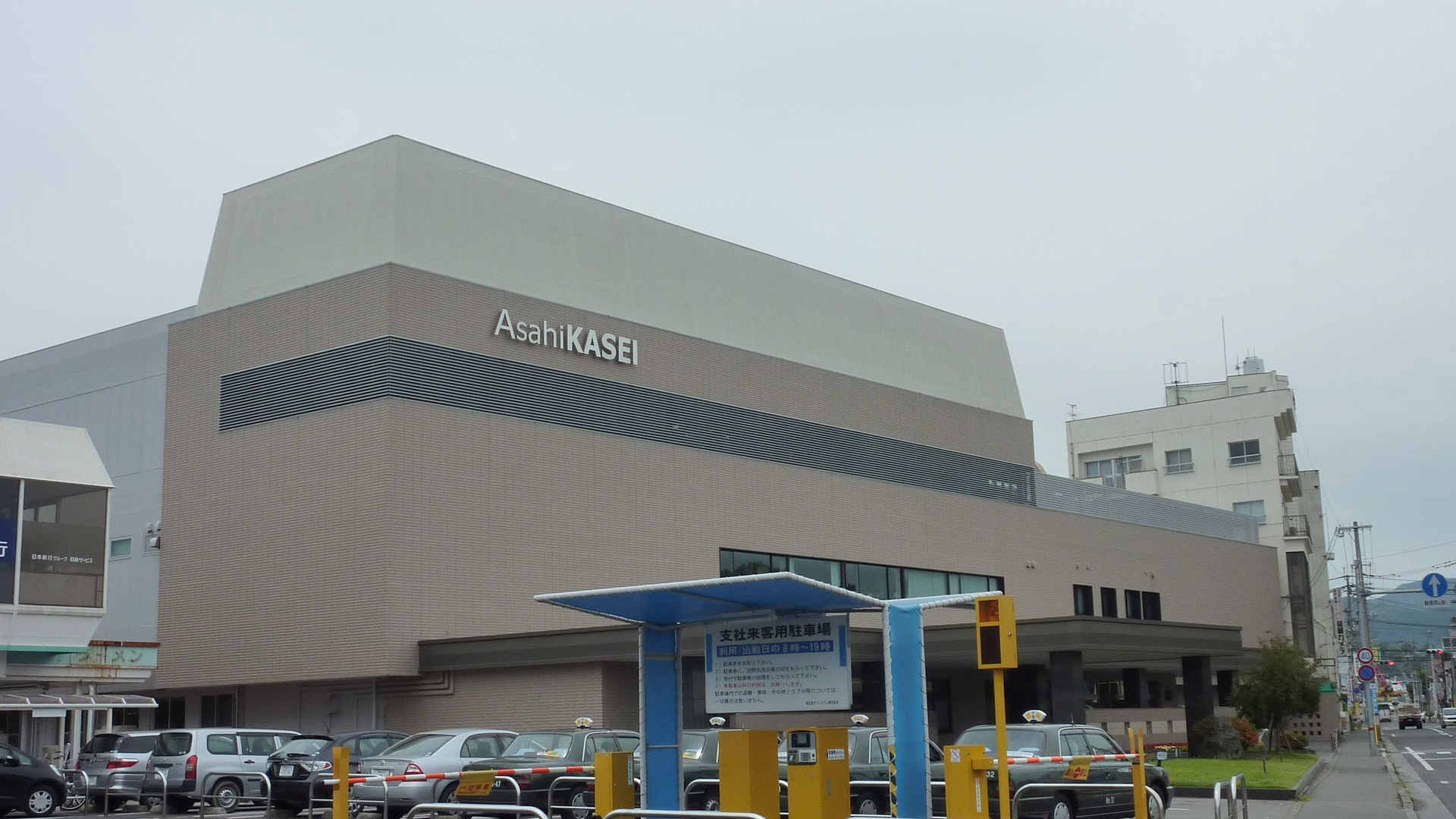
旭化成延岡支社

- クレアパーク延岡
- 西階総合運動公園
- 西階城
- 延岡市街
  - 延岡市役所
  - 旭化成延岡支社
  - 延岡駅（JR九州・日豊本線）
  - ココレッタ延岡
  - 九州保健福祉大学　
  - 宮崎県立延岡病院
  - 延岡運転免許センター
  - 延岡城
  - 今山大師

## 接続する道路
- 直接接続
  - 宮崎県道241号延岡インター線（延岡インターアクセス道路）
- 間接接続
  - 国道10号（延岡バイパス）
  - 国道218号

## 料金所
- 各方面とも無料で通行できるため料金所は設置されていない。但し、中型車以上の現金車と、中型車以上で延岡南IC - 門川南スマートIC・日向IC間を生活道路に迂回（乗り直し）したETC車について、2020年3月30日以降は延岡南道路の通行料金の精算が必要となる[4][5][6]。

## 延岡バスストップ
延岡バスストップ（のべおかバスストップ）は、東九州自動車道 延岡ICに併設されているバス停留所である。

### 停車する路線
| 路線愛称       | 運行会社 | 下り線側方面 | 上り線側方面                               |
| -------------- | -------- | ------------ | ------------------------------------------ |
| （愛称名なし） | 宮崎交通 | （降車のみ） | 高千穂（高千穂BC・高千穂神社・高千穂大橋） |

- 延岡市街方面は、当バスストップから徒歩6分の場所にある「小峰」バス停を利用する。延岡駅まで路線バスで約11分。

## 隣
E10 東九州自動車道（ 延岡道路）
(21) 北川IC/道の駅北川はゆま - (22) 延岡IC/JCT - (23) 延岡南IC
E77 九州中央自動車道（ 北方延岡道路）
(6) 北方IC - 舞野IC（国道218号） - (22) 延岡IC/JCT